# Apogonia congoensis
Apogonia congoensis är en skalbaggsart som beskrevs av Moser 1918. Apogonia congoensis ingår i släktet Apogonia och familjen Melolonthidae. Inga underarter finns listade i Catalogue of Life.